# تيم فوكس (لاعب كرة قدم أمريكية)
تيم فوكس (بالإنجليزية: Tim Fox) هو لاعب كرة قدم أمريكية أمريكي، ولد في 1 نوفمبر 1953 في كانتون في الولايات المتحدة.

## وصلات خارجية
- تيم فوكس على موقع مرجع كرة القدم المحترفة.كوم (الإنجليزية)